# HMS Gloriosa (K201)
HMS Gloriosa (K201) je bila korveta razreda flower Kraljeve vojne mornarice, ki je bila operativna med drugo svetovno vojno.

## Zgodovina
23. januarja 1941 so preklicali gradnjo ladje.